# Евбея Пітіуська
Евбея (дав.-гр. Εύβοια) — давньогрецька колонія біля північного узбережжя Африки. Була розташована на однойменному острівці у Пітіуський бухті — недалеко від Гіппона Акри. Захоплена карфагенянами у другій чверті V ст. до н. е.